# Lino Mosca
Lino Mosca (ur. 27 sierpnia 1907 w Campiglia Cervo; zm. 15 lutego 1992) – włoski piłkarz, grający na pozycji napastnika.

## Kariera piłkarska
W 1924 rozpoczął karierę piłkarską w drużynie Biellese. W latach 1928–1931 bronił barw Juventusu, z którym zdobył mistrzostwo Włoch. Następnie do 1935 roku grał w klubach Cremonese i Cusiana Omegna.

## Sukcesy i odznaczenia

### Sukcesy klubowe
Juventus
- mistrz Włoch: 1930/31